# Memphis Open 2015
Il Memphis Open 2015 (precedentemente noto come U.S. National Indoor Tennis Championships) è stato un torneo di tennis che si è giocato sul cemento indoor presso il Racquet Club di Memphis, nel Tennessee. È stata la 114ª edizione del torneo. Il Memphis Open fa parte della categoria ATP World Tour 250 series nell'ambito dell'ATP World Tour 2015. Il torneo si è giocato fra il 9 e il 15 febbraio 2015.

## Partecipanti ATP

### Teste di serie
| Nazionalità | Giocatore            | Ranking* | Testa di serie |
| ----------- | -------------------- | -------- | -------------- |
| Giappone    | Kei Nishikori        | 5        | 1              |
| Sudafrica   | Kevin Anderson       | 15       | 2              |
| Stati Uniti | John Isner           | 18       | 3              |
| Ucraina     | Aleksandr Dolhopolov | 24       | 4              |
| Croazia     | Ivo Karlović         | 25       | 5              |
| Stati Uniti | Steve Johnson        | 37       | 6              |
| Germania    | Benjamin Becker      | 39       | 7              |
| Francia     | Adrian Mannarino     | 41       | 8              |

* Ranking al 2 febbraio 2015.

### Altri partecipanti
I seguenti giocatori hanno ricevuto una wild-card per il tabellone principale:
- Kevin Anderson
- Jared Donaldson
- Stefan Kozlov

I seguenti giocatori sono entrati nel tabellone principale passando dalle qualificazioni:

- Ryan Harrison
- Thanasi Kokkinakis
- Austin Krajicek
- Denis Kudla

## Campioni

### Singolare
Kei Nishikori ha sconfitto in finale  Kevin Anderson per 6–4, 6–4.
- È l'ottavo titolo in carriera per Nishikori, il primo del 2015.

### Doppio
Mariusz Fyrstenberg /  Santiago González hanno sconfitto in finale  Artem Sitak /  Donald Young per 5–7, 7–6(1), [10–8]